# Nicolae Grigore
Nicolae Adrian Grigore (n. 19 iulie 1983, Buftea, România) este un fotbalist român retras din activitate, care ultima oară a evoluat la clubul FC Voluntari pe postul de mijlocaș.
Grigore a fost primul fotbalist român suspendat pentru dopaj, după ce a fost depistat pozitiv cu norandrosterone, în urma unui test antidoping efectuat după meciul de campionat Dinamo - FC Brașov, din 1 mai 2004.
În martie 2006 a primit Medalia „Meritul Sportiv” clasa a II-a cu o baretă din partea președintelui României de atunci, Traian Băsescu, deoarece a făcut parte din echipa Rapidului care a obținut calificarea în sferturile Cupei UEFA 2005-2006.